# グレン・テトリー
グレン・テトリー（Glen Tetley、1926年2月3日 - 2007年1月26日）は、アメリカの舞踊家、振付家である。バレエとモダンダンスを組み合わせ、新たなダンスの地平を切り開き、その作品のうち『月に憑かれたピエロ』が特に有名である。

## 経歴
グレンフォード・アンドリュー・テトリー・ジュニア（Glenford Andrew Tetley, Jr.）として、1926年2月3日にオハイオ州クリーブランドに生まれる。医学部で学んだが、その間にダンスに情熱を傾けるようになった。1946年にフランクリン・アンド・マーシャル・カレッジを卒業すると、ダンスを学ぶためにニューヨークに移った。
ダンサーとして、ハンヤ・ホルムのブロードウェイでの『キス・ミー、ケイト』（1948年）、『ジュノー』（1959年）の公演に出演した他、ニューヨーク・シティ・オペラ・バレエ、ジョン・バトラー・アメリカン・ダンス・シアターで踊り、ジョフリー・バレエには創設メンバーに一人として参加した。その後、アメリカン・バレエ・シアターとジェローム・ロビンズのバレエ・USAでも活動した。テトリーの振付スタイルは、ハンヤ・ホルムやマーサ・グレアムといったモダンダンスの指導者と、アントニー・チューダーやマーガレット・クラスクなどのバレエ指導者の双方から指導を受けた経験から生み出された。双方から取り入れたものが振付に反映されているため、バレエとモダンダンスがそれと分かる形で組み合わされている。テトリーは、「モダンダンスの本能的な逞しさとクラシック・バレエの洗練された叙情性」の両立を実現したいと考えていた。マーサ・グレアム・ダンスカンパニーのダンサーであったメアリー・ヒンクソンは、世界中でグレン・テトリーを支援してきた。グレアム・テクニックに関するヒンクソンの知識は、ダンサーがテトリーの振付を習得する際に大きな助けとなった。

## 振付
多くの振付家の中でグレン・テトリーを際立たせたものは、バレエとモダンダンスをシームレスに組み合わせるその能力であった。テトリーは、世界の有名ダンスカンパニーに、50以上のバレエ作品を振り付けている。振付家としての初作品は1962年の『月に憑かれたピエロ』であり、これは自身が新たに立ち上げたカンパニーのために振り付けたものである。アルノルト・シェーンベルクによる同名の音楽に振付を行ったもので、振付初挑戦の作品でありながら、テトリーの作品において最高かつ最も象徴的なものの1つとされている。また、この作品はテトリーの特徴である「バレエとモダンダンスの融合」を初めて衆目の前に示すものでもあった。その他のテトリーの振付作品としては、『Contredances』、『Gemini』、『Odalisque』、『Ricercare』、『春の祭典』、『Sargasso』、『Sphinx』、『Voluntaries』などが知られる。その後テトリーはヨーロッパに移り、1969年にはネザーランド・ダンス・シアターの芸術監督に就任した他、1974年から1976年にかけてシュトゥットガルト・バレエ団では芸術監督としてだけでなく出演もこなし、再び北米に戻ってカナダ国立バレエ団で働いた。ヨーロッパとカナダにいる間、テトリーは1986年にカナダ国立バレエ団のために振り付けた『Alice』などの新作を制作している。テトリーがアメリカからヨーロッパに向かったとき、アメリカのダンスカンパニーの多くはバレエとモダンダンスのどちらかのみに取り組み、両方のトレーニングを積むところはなかった。こういったダンスカンパニーでは、バレエとモダンダンスの融合を特徴とするテトリーの作品は受け入れられないため、硬直したアメリカを去ってより芸術面で自由な雰囲気のヨーロッパに移ったのだと考える者もいる。

### スタイル
テトリーは振付を通して、「強烈な熱気、しなやかで止まることのない推進力、そして官能的な肉体美」を追求した。テトリーはこれといって抽象的な作品は制作していないが、動きにより「神話、音楽、演劇、文学のテーマに基づく思索を伝える」ことを狙っている。

## 私生活
40年に渡って、スコット・ダグラスをパートナーとした。2007年1月26日に、皮膚がんとの闘いの末に80歳でフロリダで亡くなった。カナダ国立バレエ団の団員だったカレン・ケインなど多くのダンサーは、テトリーは「完全な芸術性に対する猛烈な要求」を持った振付家だったと語っているが、一方でデビッド・アランは、テトリーが「あなたの想像力を刺激し、あなた自身を違ったものに見せる」振付家であったと回想している。テトリーのダンス・カンパニーのメンバーの一人で、代表作『月に憑かれたピエロ』で主役を演じたクリストファー・ブルースは、テトリーは自身にインスピレーションを与えた人物の一人だと評している。